# Demócrates

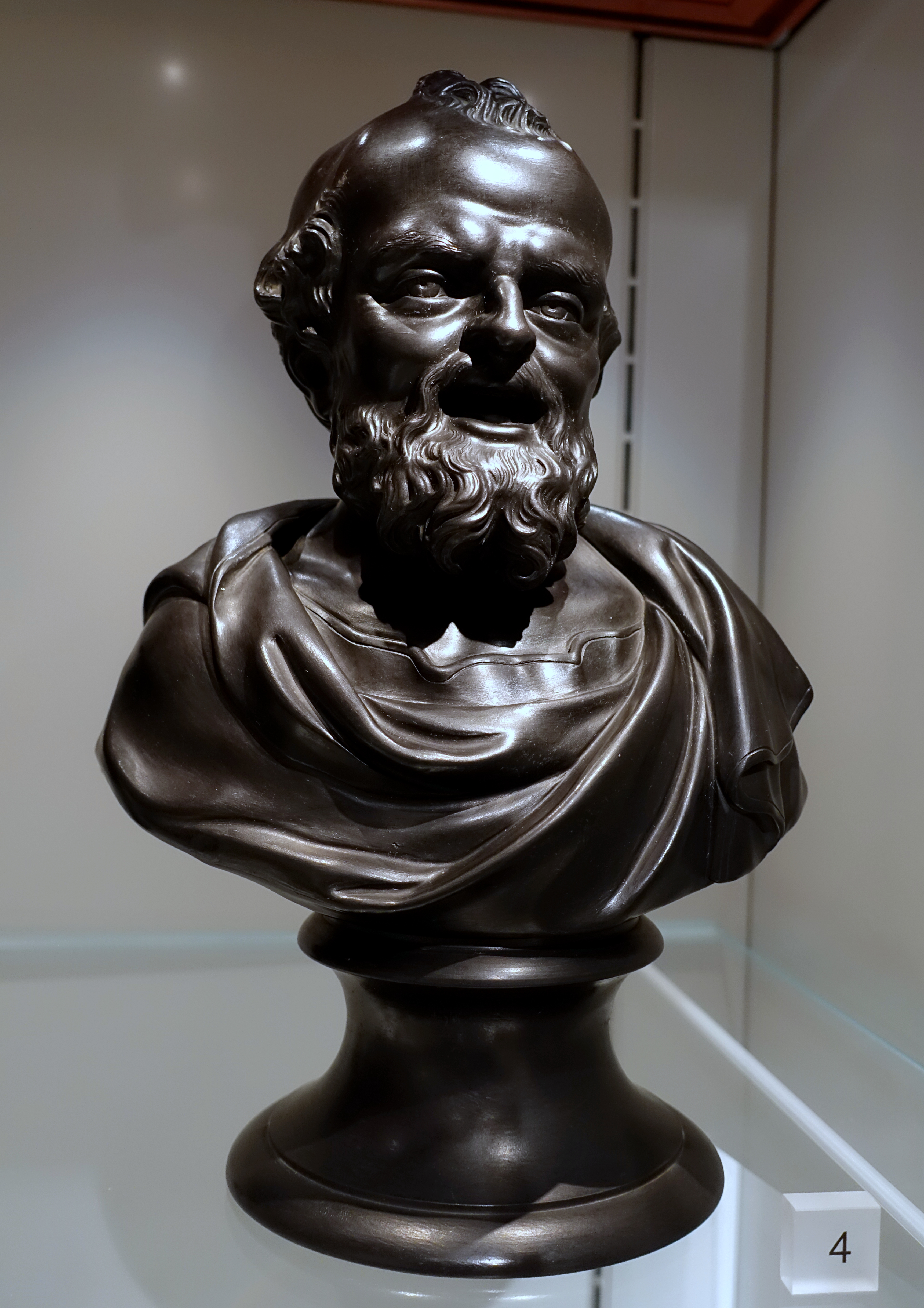
Demócrates, de um modelo fornecido por Hoskins e Grant, 1777-1780, por Josiah Wedgwood

Demócrates (/dɪˈmɒkrəˌtiːz/; em grego clássico: Δημοκράτης) foi um filósofo pitagórico sobre o qual pouco se sabe. Apolônio de Tiana escreveu pelo menos uma carta a Demócrates, Epístola 88.
Uma coleção de máximas morais, chamadas de Sentenças Douradas (γνῶμαι χρυσαῖ, Gnomai chrysai) chegou até nós sob seu nome. No entanto, muitos estudiosos argumentam que todas essas máximas se originam de uma coleção original de ditos de Demócrito, embora outros acreditem que houve um outro Demócrates pouco conhecido cujo nome foi confundido com o muito mais conhecido Demócrito. Trinta dos Ditados Áureos também são encontrados em Estobeu atribuídos a Demócrito.
As máximas são escritas no dialeto jônico, do qual alguns estudiosos inferiram que foram escritas em um período muito antigo. Outros acham mais provável que sejam a produção da época de Júlio César. Mas nada pode ser dito com certeza, por falta de evidência externa e interna. Algumas dessas frases são citadas por Estobeu e são encontradas em alguns manuscritos sob o nome de Demócrito.